# Martin von Margat
Martin von Margat († nach 1153) war Mundschenk von Antiochia.
Er ist zwischen 1140 und 1144 als Mundschenk des Fürsten von Antiochia, Raimund von Poitiers, urkundlich belegt. Raimunds Nachfolger Renaud de Châtillon stellte ihn 1153 nicht mehr als Mundschenk an.
Sein Beiname deutet darauf hin, dass er auch Kastellan der Burg Margat für den dortigen Herren Reinald II. Mansoer war.